# Оптичний диск

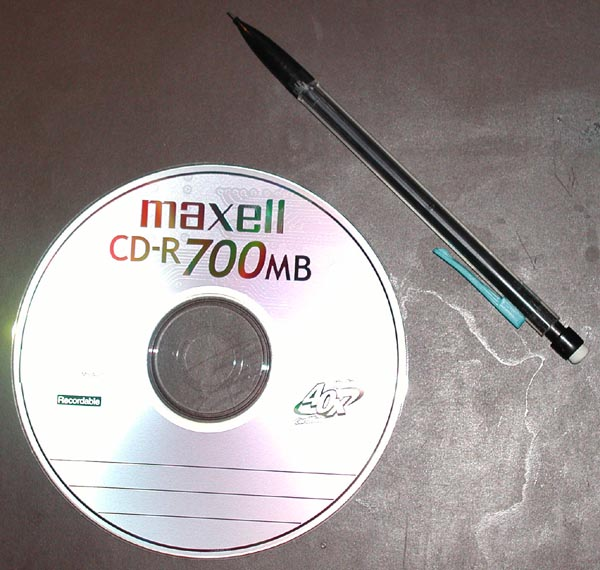
компакт-диск

Опти́чний диск — носій даних у вигляді пластикового чи алюмінієвого диска, призначеного для запису й відтворення звуку, зображення, буквенно-цифрової інформації тощо за допомогою лазерного променя. Щільність запису — понад 108 біт/см.
Перші оптичні диски, що записували відео в аналоговому форматі (Laserdisc) були винайдені фірмою Philips у 1960-х і випущені на ринок в 1970-х в кооперації з фірмою MCA. Накопичений досвід дозволив приступити до випуску CD-ROM'ів на початку 1980-х (Philips та Sony).

## Історія
На Всесвітньому електротехнічному конгресі в 1977 році вперше у світі, за сім років до появи перших компакт-дисків, запропонована концепція оптичного диска як «єдиного носія інформації» та обґрунтовані принципи створення оптико-механічних запам'ятовуючих пристроїв.
Американець Джеймс Рассел, співробітник Optical Recording. представив в 1971 р. свій винахід, оптичний диск для зберігання даних. 

### Перше покоління
- Компакт-диск
  - Video CD
  - Super Video CD[en]
- LaserDisc
- GD-ROM
- Phase-change Dual
- Double Density Compact Disc (DDCD)
- Магнітооптичний диск
- MiniDisc

### Друге покоління
- DVD та похідні
  - DVD-Audio
  - DualDisc
  - Digital Video Express (DIVX)
- Super Audio CD
- Enhanced Versatile Disc
- DataPlay
- Universal Media Disc
- Ultra Density Optical

### Третє покоління
- Blu-ray Disc
- HD DVD
- CBHD
- HD VMD
- Digital Multilayer Disk
- Fluorescent Multilayer Disc
- Forward Versatile Disc

### Четверте покоління
- Archival Disc
- Holographic Versatile Disc
- LS-R

## Типи оптичних дисків
Нижче представлено список розроблених типів оптичних дисків:
| - Blu-ray Disc (BD) - Compact Disc (CD) - Digital Multilayer Disk - Digital Versatile Disc (DVD) - Enhanced Versatile Disc (EVD) - Finalized Versatile Disc (FVD) - Fluorescent Multilayer Disc - GD-ROM | - High Density DVD (HD DVD) - Holographic Versatile Disc (HVD) - Laserdisc (LD) - Laser Intensity Modulation Direct OverWrite (Limdow-Disk) - Magneto Optical Disk (MOD) - MiniDisc (MD) - Multiplexed Optical Data Storage (MODS) - Phasewriter Dual (PD) | - Professional Disc for Data (PDD) - Protein-coated Disc (PCD) - TeraDisc - Ultra Density Optical (UDO) - Universal Media Disc (UMD) - Versatile Multilayer Disc (VMD) |

## Зчитування та запис оптичних дисків

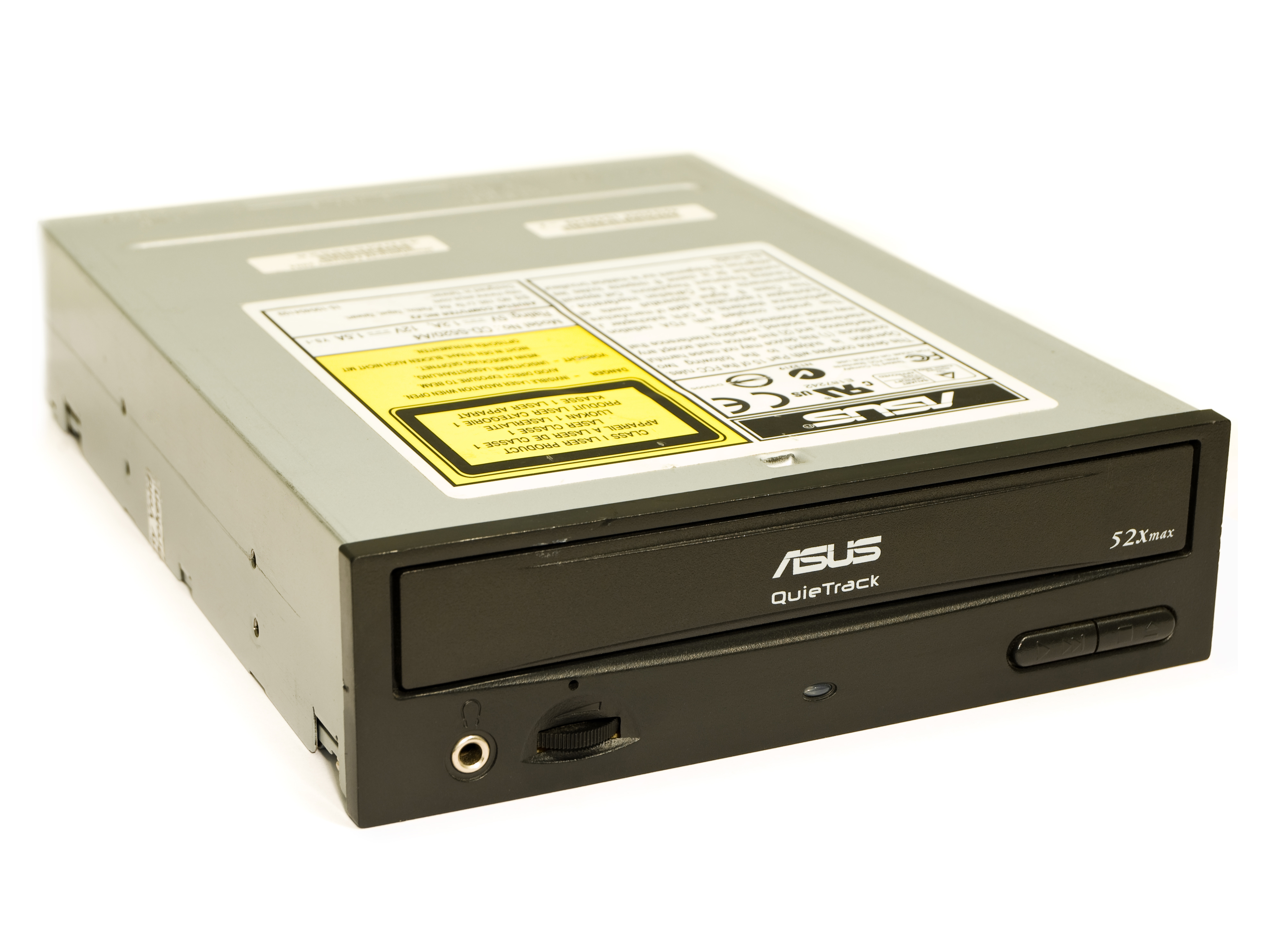
Оптичний привід ASUS CD-ROM

Пристрій для зчитування та запису оптичних дисків називається оптичним приводом, який є одним із видів дисководів. Оптичні приводи розрізняються за підтримуваними форматами лазерних дисків, а також можливістю запису на оптичний диск.
Так, CD-дисководи підтримують лише формати CD, DVD-дисководи підтримують CD і DVD, а BD-дисководи підтримують формати CD, DVD та BD. З іншого боку зчитувальні приводи (ROM) дозволяють лише зчитувати інформацію, записувальні приводи (recordable) дозволяють зчитувати та записувати відповідні формати дисків, а перезаписувальні (rewritable) — зчитувати, записувати та перезаписувати.